# Colombe-lès-Vesoul
Pour les articles homonymes, voir Colombe (homonymie).
Colombe-lès-Vesoul est une commune française située dans le département de la Haute-Saône, la région culturelle et historique de Franche-Comté et la région administrative Bourgogne-Franche-Comté.

## Géographie
Commune située en Haute-Saône, à 5 km à l'est de Vesoul.

### Hydrographie

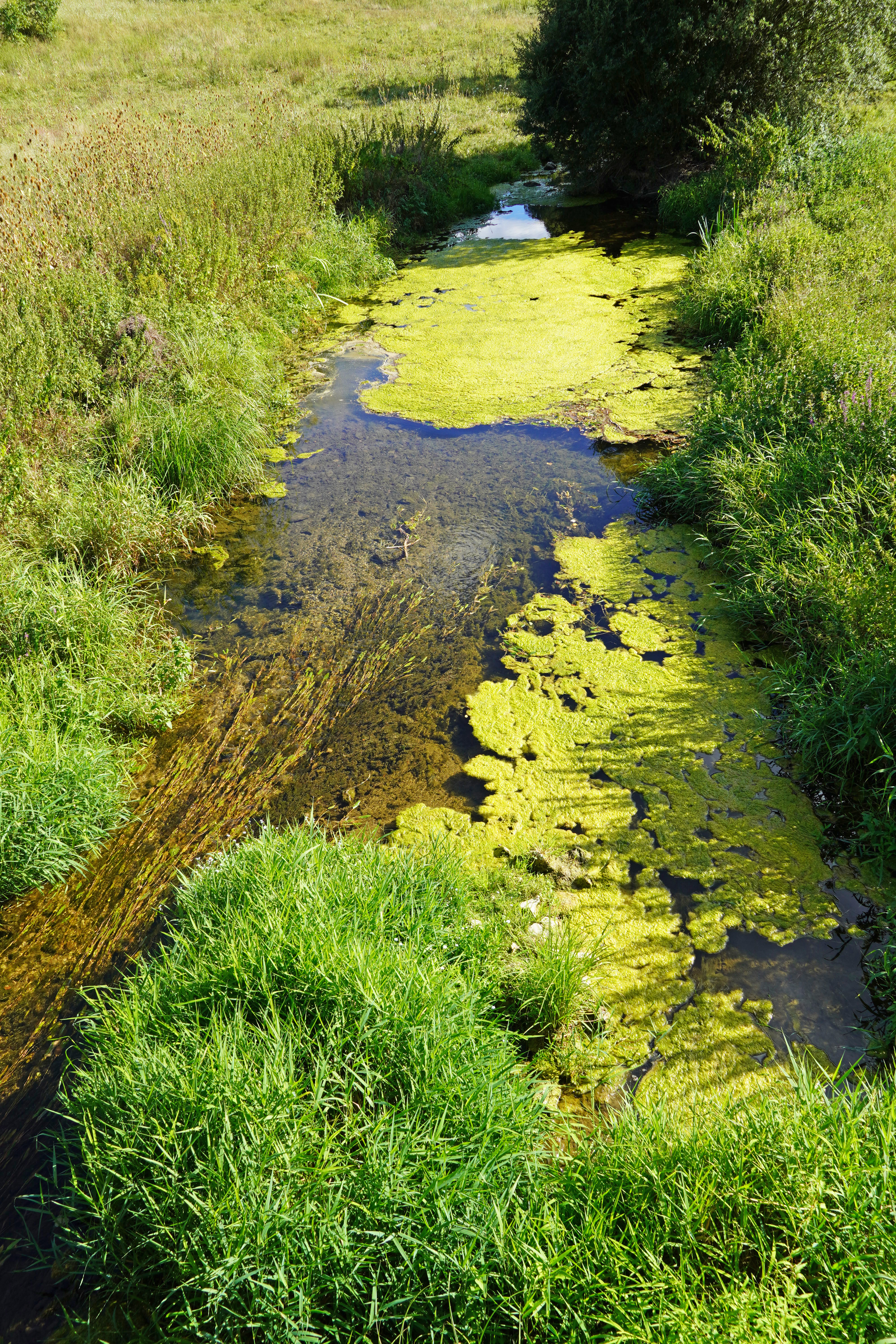
La Colombine à Colombe.

La Colombine est la rivière qui irrigue la commune. Elle est un affluent du Durgeon, qui se jette dans la Saône en rive gauche.

### Climat
Pour des articles plus généraux, voir Climat de la Bourgogne-Franche-Comté et Climat de la Haute-Saône.
En 2010, le climat de la commune est de type climat de montagne, selon une étude du Centre national de la recherche scientifique s'appuyant sur une série de données couvrant la période 1971-2000. En 2020, Météo-France publie une typologie des climats de la France métropolitaine dans laquelle la commune est exposée à un climat semi-continental et est dans la région climatique  Lorraine, plateau de Langres, Morvan, caractérisée par un hiver rude (1,5 °C), des vents modérés et des brouillards fréquents en automne et hiver. 
Pour la période 1971-2000, la température annuelle moyenne est de 10,2 °C, avec une amplitude thermique annuelle de 17,2 °C. Le cumul annuel moyen de précipitations est de 1 155 mm, avec 13,6 jours de précipitations en janvier et 10 jours en juillet. Pour la période 1991-2020, la température moyenne annuelle observée sur la station météorologique de Météo-France la plus proche, « Frotey_sapc », sur la commune de Frotey-lès-Vesoul à 2 km à vol d'oiseau, est de 11,2 °C et le cumul annuel moyen de précipitations est de 914,2 mm. 
La température maximale relevée sur cette station est de 38,5 °C, atteinte le 25 juillet 2019 ; la température minimale est de −14,9 °C, atteinte le 20 décembre 2009,,. 
Les paramètres climatiques de la commune ont été estimés pour le milieu du siècle (2041-2070) selon différents scénarios d'émission de gaz à effet de serre à partir des nouvelles projections climatiques de référence DRIAS-2020. Ils sont consultables sur un site dédié publié par Météo-France en novembre 2022.

## Urbanisme

### Typologie
Au 1er janvier 2024, Colombe-lès-Vesoul est catégorisée commune rurale à habitat dispersé, selon la nouvelle grille communale de densité à sept niveaux définie par l'Insee en 2022.
Elle est située hors unité urbaine. Par ailleurs la commune fait partie de l'aire d'attraction de Vesoul, dont elle est une commune de la couronne,. Cette aire, qui regroupe 158 communes, est catégorisée dans les aires de 50 000 à moins de 200 000 habitants,.

### Occupation des sols
L'occupation des sols de la commune, telle qu'elle ressort de la base de données européenne d’occupation biophysique des sols Corine Land Cover (CLC), est marquée par l'importance des territoires agricoles (63,8 % en 2018), en diminution par rapport à 1990 (65,8 %). La répartition détaillée en 2018 est la suivante : zones agricoles hétérogènes (42,2 %), forêts (31,1 %), prairies (12,2 %), terres arables (9,4 %), zones urbanisées (5,1 %). L'évolution de l’occupation des sols de la commune et de ses infrastructures peut être observée sur les différentes représentations cartographiques du territoire : la carte de Cassini (XVIIIe siècle), la carte d'état-major (1820-1866) et les cartes ou photos aériennes de l'IGN pour la période actuelle (1950 à aujourd'hui).

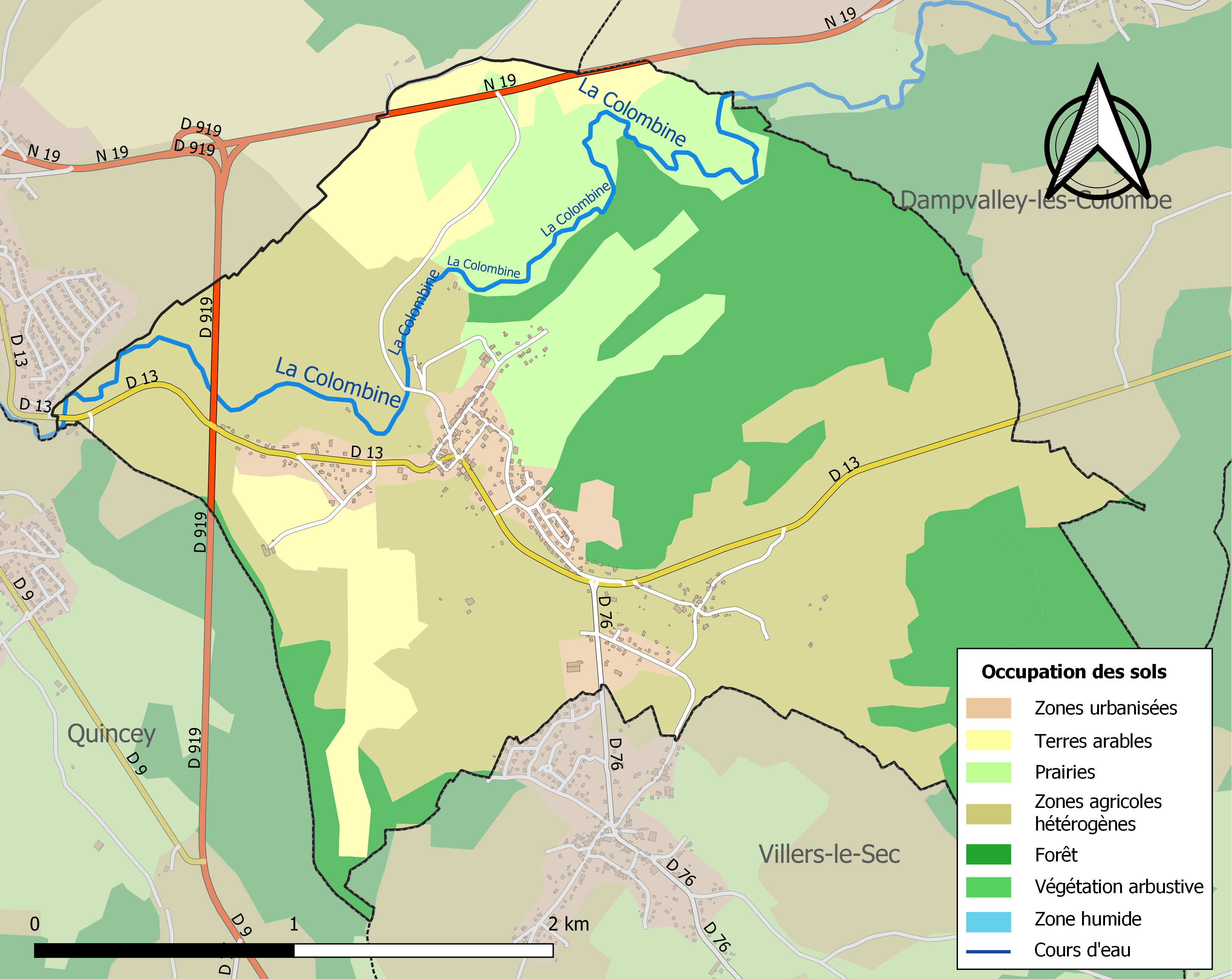
Carte des infrastructures et de l'occupation des sols de la commune en 2018 (CLC).

## Histoire
L'ancienne commune d'Essernay a été rattachée à la localité de Colombe entre 1790 et 1794 pour former la commune de Colombe-lès-Vesoul. Essernay constitue aujourd'hui un hameau de Colombe-lès-Vesoul.

## Politique et administration

### Rattachements administratifs et électoraux
La commune fait partie de l'arrondissement de Vesoul du département de la Haute-Saône, en région Bourgogne-Franche-Comté. Pour l'élection des députés, elle dépend de la deuxième circonscription de la Haute-Saône.
Elle était incluse depuis 1973 dans le canton de Noroy-le-Bourg. Dans le cadre du redécoupage cantonal de 2014 en France, la commune est désormais rattachée au canton de Villersexel.

### Intercommunalité
La commune faisait partie de la communauté de communes des grands bois, créée le 10 décembre 2001 et qui regroupait 12 communes et environ 3 100 habitants.
Dans le cadre des dispositions de la loi du 16 décembre 2010 de réforme des collectivités territoriales, qui prévoit toutefois d'achever et de rationaliser le dispositif intercommunal en France, et notamment d'intégrer la quasi-totalité des communes françaises dans des EPCI à fiscalité propre dont la population soit normalement supérieure à 5 000 habitants, le schéma départemental de coopération intercommunale de 2011 a prévu la fusion des communautés de communes : 
- du Pays de Saulx, 
- des grands bois, 
- des Franches Communes (sauf Amblans et Genevreuille), 
et en y rajoutant la commune isolée de Velorcey, afin de former une nouvelle structure regroupant 42 communes et environ 11 200 habitants.
Cette fusion est effective depuis le 1er janvier 2014 et a permis la création, à la place des intercommunalités supprimées, de la communauté de communes du Triangle Vert, dont la commune est désormais membre.

### Liste des maires

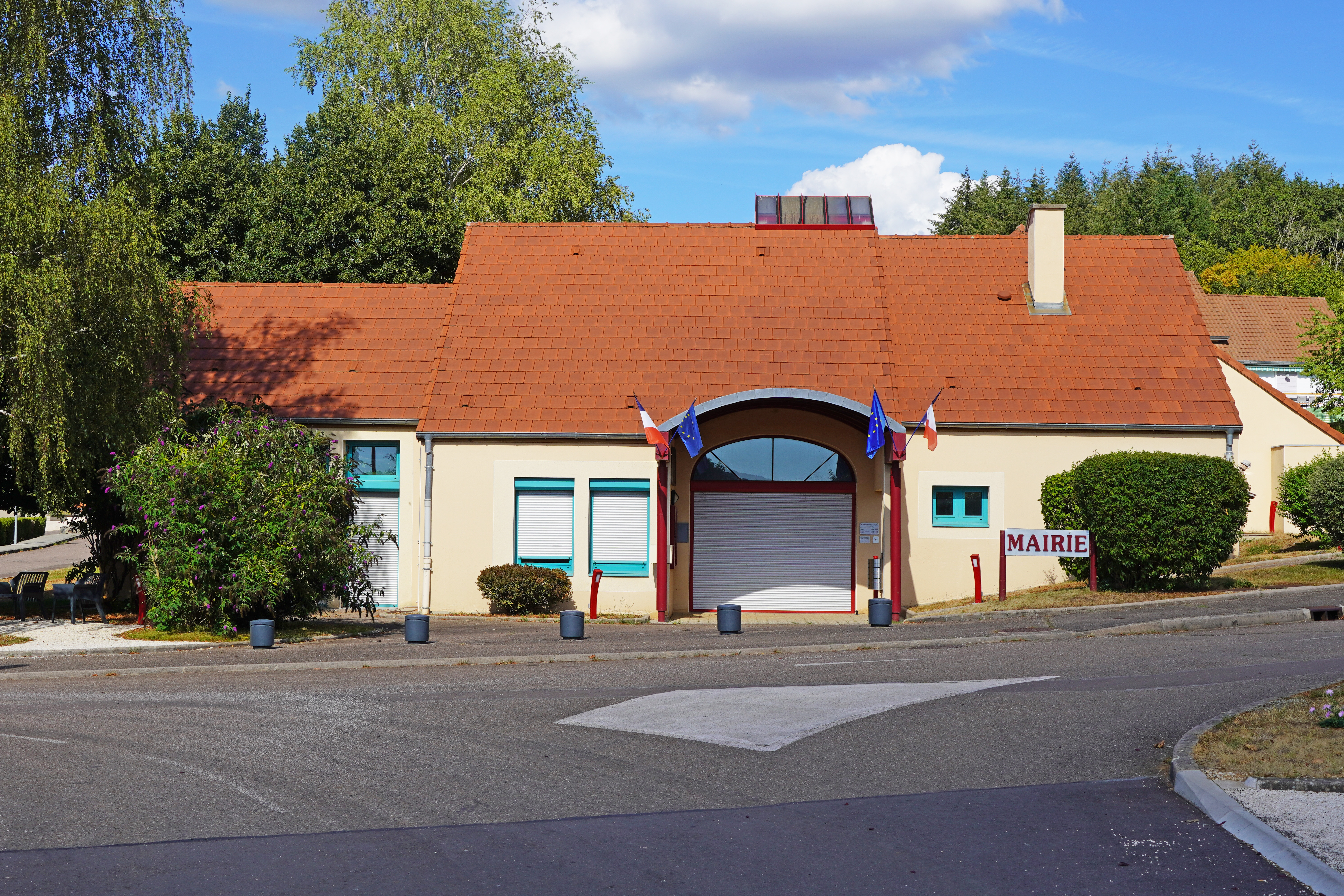
La mairie.

| Période                                  | Période  | Identité       | Étiquette | Qualité                                             |
| ---------------------------------------- | -------- | -------------- | --------- | --------------------------------------------------- |
| Les données manquantes sont à compléter. |          |                |           |                                                     |
| mars 2001                                | 2008     | Gérard Bontour | PS        | Conseiller général de Noroy-le-Bourg (1998 → 2015)  |
| mars 2008                                | En cours | Patrick Goux   | DVG       | Enseignant retraité Réélu pour le mandat 2014-2020, |

## Population et société

### Démographie
En 2022, la commune de Colombe-lès-Vesoul comptait 480 habitants. À partir du XXIe siècle, les recensements réels des communes de moins de 10 000 habitants ont lieu tous les cinq ans. Les autres « recensements » sont des estimations.
| 1793 | 1800 | 1806 | 1821 | 1831 | 1836 | 1841 | 1846 | 1851 |
| ---- | ---- | ---- | ---- | ---- | ---- | ---- | ---- | ---- |
| 420  | 435  | 398  | 358  | 405  | 434  | 399  | 385  | 450  |

| 1856 | 1861 | 1866 | 1872 | 1876 | 1881 | 1886 | 1891 | 1896 |
| ---- | ---- | ---- | ---- | ---- | ---- | ---- | ---- | ---- |
| 370  | 355  | 323  | 306  | 266  | 289  | 256  | 243  | 228  |

| 1901 | 1906 | 1911 | 1921 | 1926 | 1931 | 1936 | 1946 | 1954 |
| ---- | ---- | ---- | ---- | ---- | ---- | ---- | ---- | ---- |
| 249  | 226  | 215  | 188  | 188  | 218  | 171  | 171  | 149  |

| 1962 | 1968 | 1975 | 1982 | 1990 | 1999 | 2004 | 2006 | 2009 |
| ---- | ---- | ---- | ---- | ---- | ---- | ---- | ---- | ---- |
| 170  | 178  | 218  | 264  | 354  | 405  | 465  | 496  | 497  |

| 2014 | 2019 | 2022 | - | - | - | - | - | - |
| ---- | ---- | ---- | - | - | - | - | - | - |
| 479  | 459  | 480  | - | - | - | - | - | - |

Les habitants de la commune sont les Colombois et les Colomboises.

### Manifestations culturelles et festivités
Le trail de la Colombine au clair de la Lune se tient dans la commune chaque année fin septembre / début octobre. 700 personnes environ sont présentes pour un trail nocturne de 10 ou 16 km mais également une marche de 10 km dans les bois.
Le festival gratuit de rock de Colombe-lès-Vesoul Colomb'in Rock se tient dans la commune chaque année tous les 14 août depuis 2010. Celui de 2019 a attiré plus de 6 000 visiteurs.

### Sports
Des épreuves des championnats de France de cyclisme sur route 2016 de Vesoul se sont déroulées le 23 juin 2016 sur le territoire de la commune de Colombe-lès-Vesoul.

## Culture locale et patrimoine

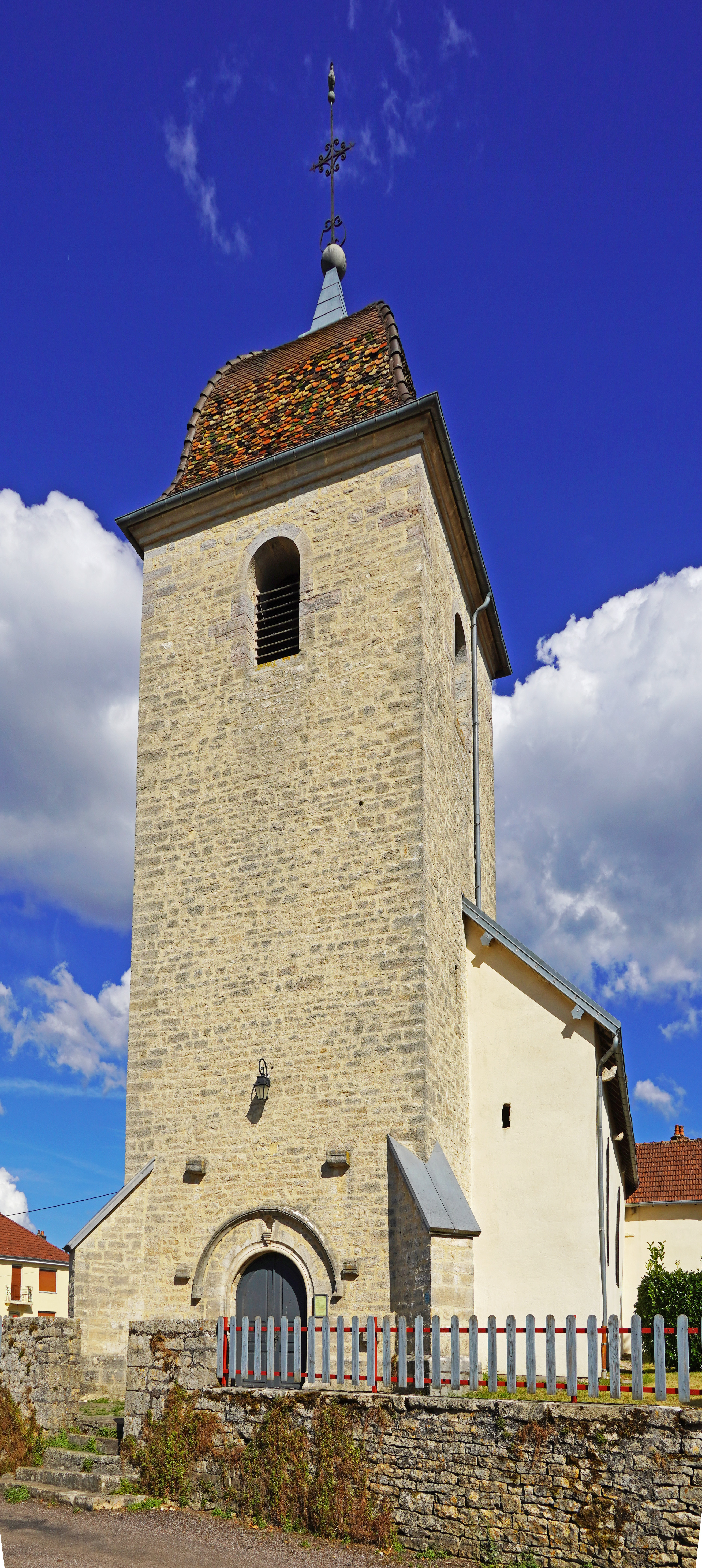
Le clocher de l'église.

### Lieux et monuments
- Dolmen de la Pierre-qui-Vire

Le dolmen de la Pierre-qui-Vire, classé Monument Historique en 1976 grâce à l'action de la S.A.L.S.A de Vesoul, est l'un des rares exemples de monument mégalithique en Franche-Comté. Il s'agit des restes d'une sépulture collective datant du Néolithique final (troisième millénaire avant notre ère).
- Château de Colombe-lès-Vesoul

Le château de Colombe-lès-Vesoul, construit au XVIIIe siècle, toujours existant à l'entrée du village appartient à la même famille (Lyautey de Colombe) depuis sa construction, puis dans celle de Reboul par alliance[réf. nécessaire].
- Église Saint-Denis

L'église Saint-Denis existait déjà en 1282. Le clocher a été rebâti vers 1670, la nef incendiée par les Suédois en 1635, lors de la guerre de Trente Ans.
- Croix de cimetière

- L'ancienne gare des chemins de fer vicinaux de la Haute-Saône[24].

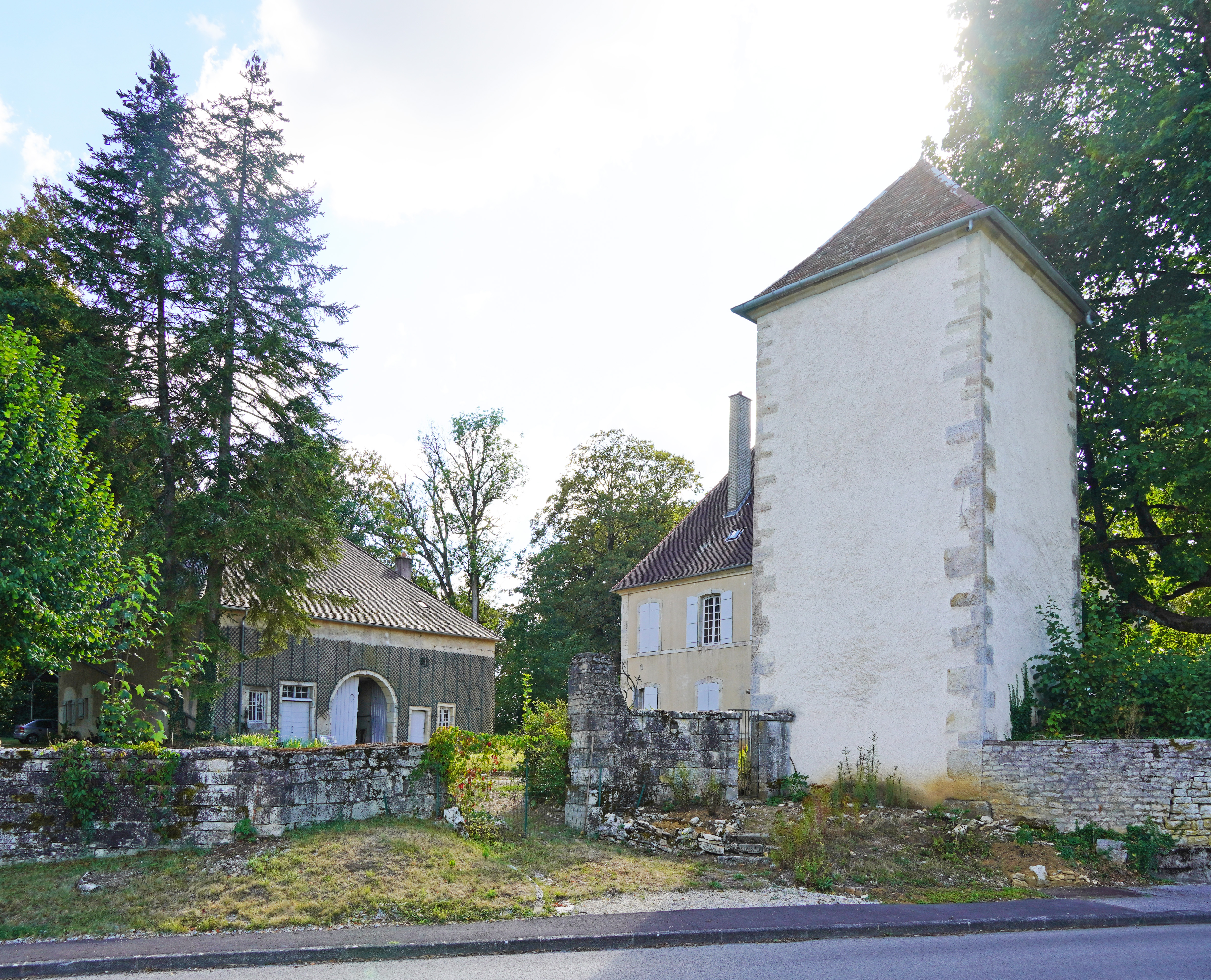
Château de Colombe-lès-Vesoul.
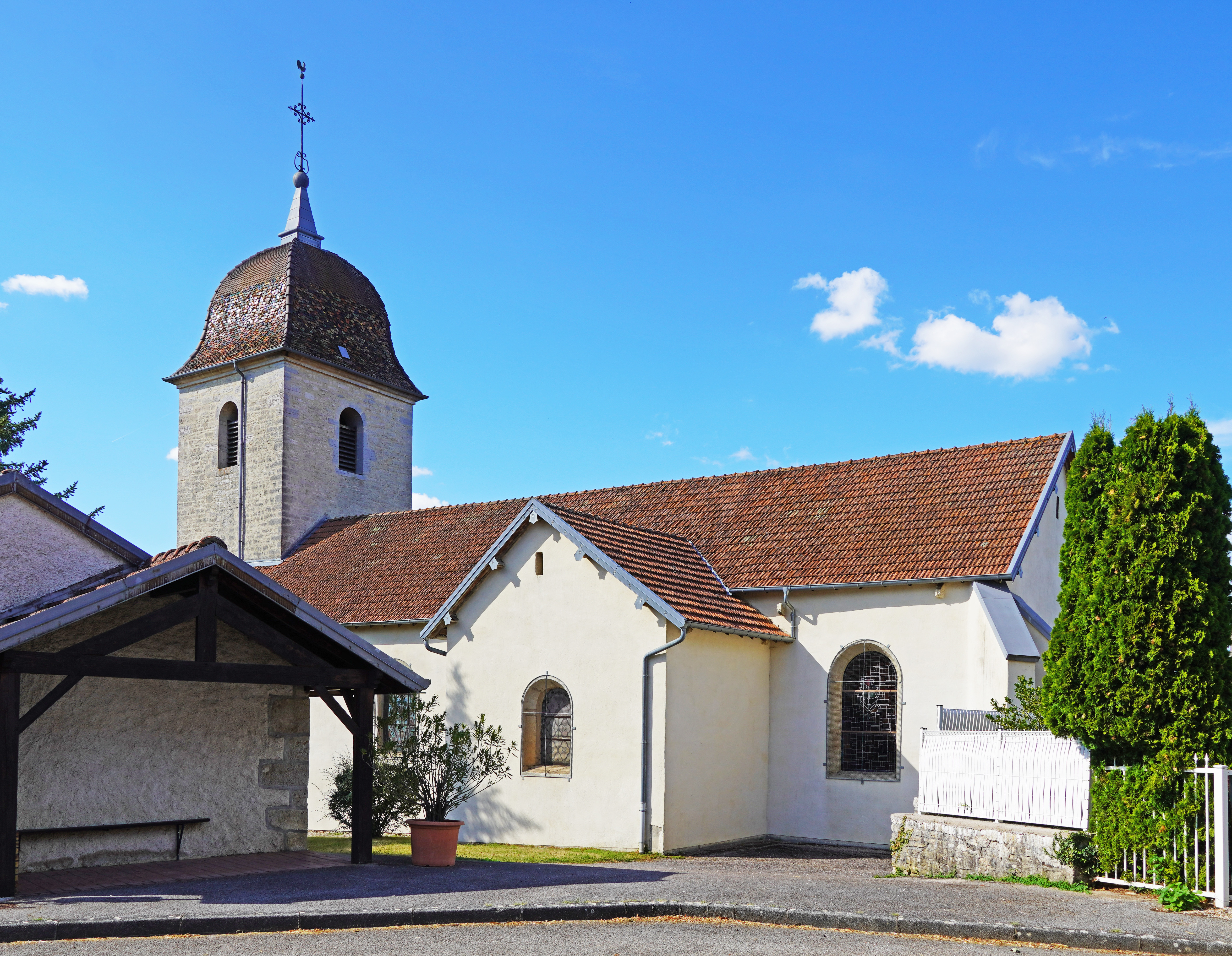
L'église.
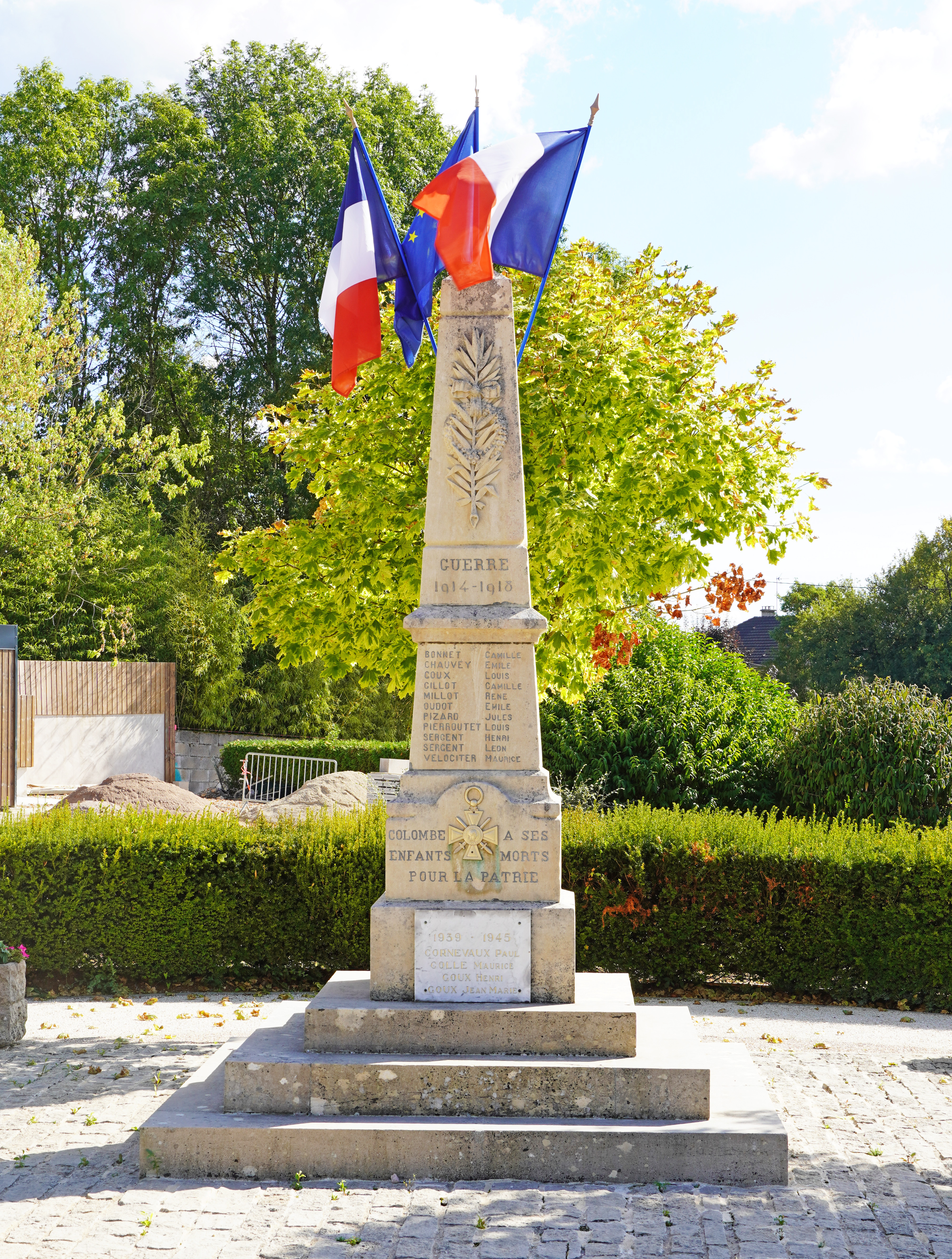
Monument aux morts.
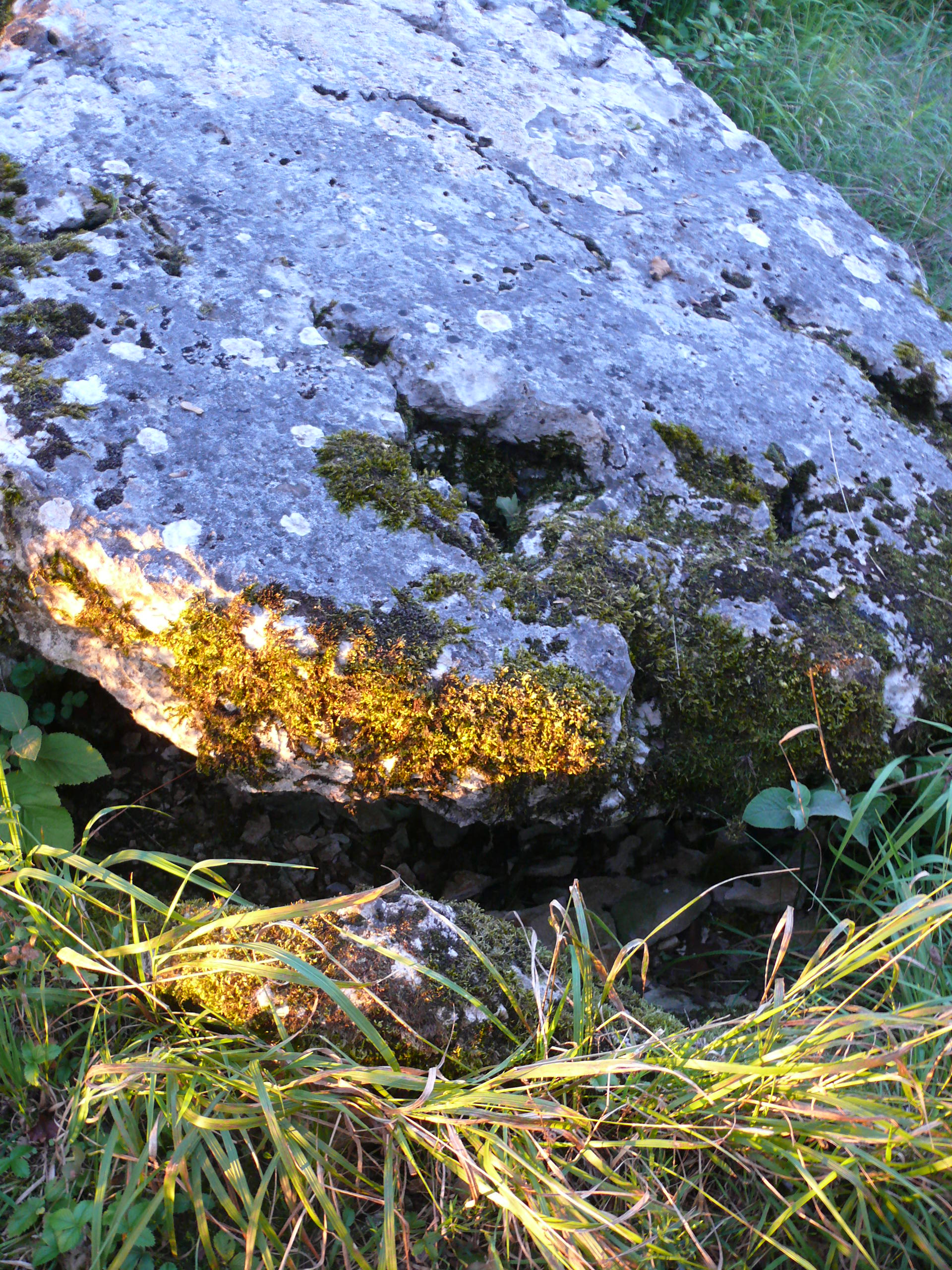
Le dolmen de la Pierre-qui-Vire.
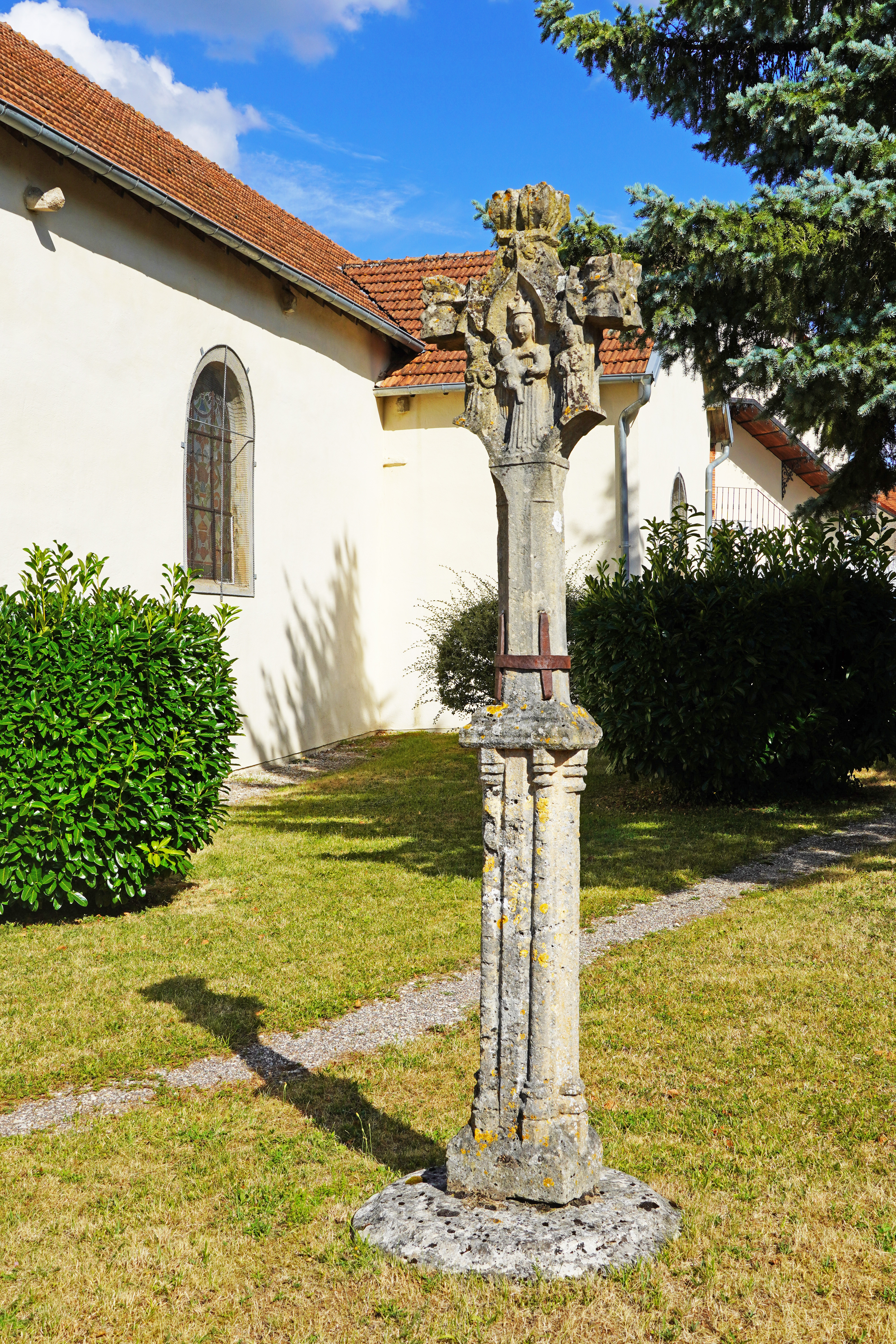
Croix du cimetière.
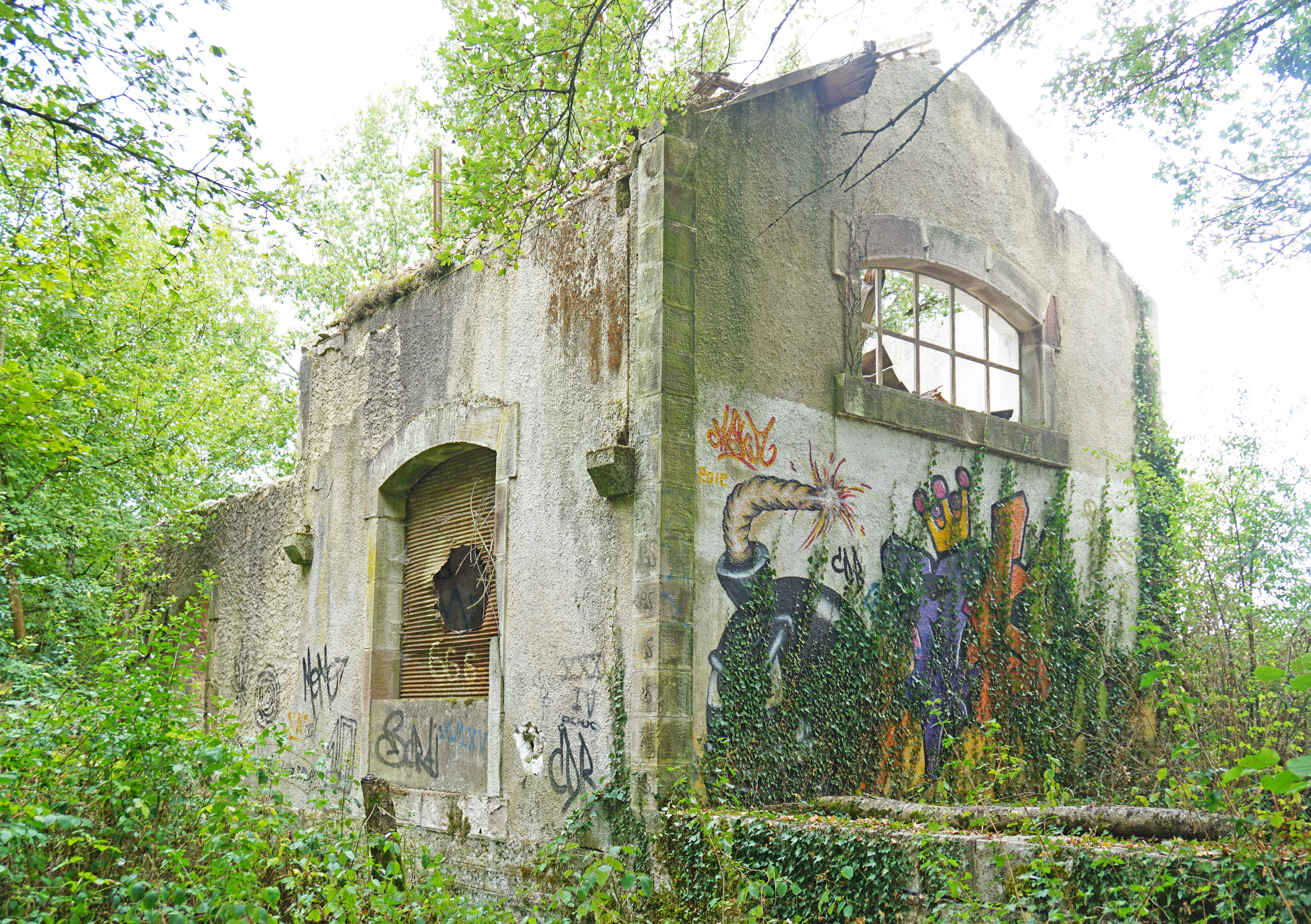
L'ancienne gare.

### Personnalités liées à la commune
- Pierre-Henri Teitgen, résistant et homme politique français, dont la salle des fêtes de Colombe-lès-Vesoul porte le nom.
- Paul Teitgen, résistant français, né à Colombe-lès-Vesoul

### Héraldique
| Blason de Colombe-lès-Vesoul | Blason  | D'azur à la branche d'églantier feuillée d'argent, fleurie de trois pièces du même boutonnées d'or, le tout mis en pairle, accompagnée, en chef, d'un soleil non figuré de huit rais triangulaire aussi d'or et aux flancs, de deux colombes essorantes affrontées aussi d'argent. |
| Blason de Colombe-lès-Vesoul | Détails | Armes parlantes. Ces armoiries s'inspirent de celles de la famille Lyautey dans lesquelles la foi a été remplacée par deux colombes. L'églantier symbolise le caractère rural du village. Création de Nicolas Vernot adoptée par la municipalité en 1997.                          |